# 啰麻
啰麻，北宋初年党项夏州政权官员，凉州人。
啰麻是苏守信之子。夏州统治者李继迁攻克凉州，李德明派苏守信守卫。大中祥符八年（1015年），苏守信去世，其子啰麻自领府事，部众不服。甘州回鹘可汗夜落隔派兵攻破凉州，掳走其族百余帐，斩首三百级，夺马匹无算，啰麻被逼弃城逃走。天禧元年（1017年）八月，逃入沙漠，暗中派人至凉州，约旧部内应，谋取凉州，并派人请李德明出兵赴援。因甘州回鹘联合六谷部诸部拒战，啰麻没有成功。